# Германия на «Евровидении-1974»
Германия принимала участие в Евровидении 1974, проходившем в Брайтоне, Великобритания. На конкурсе её представляли Синди и Берт с песней «Die Sommermelodie», выступавшие под номером 14. В этом году страна заняла последнее место, получив 3 балла. Комментатором конкурса от Германии в этом году был Вернер Вигель.

## Национальный отбор
Национальный отбор проходил внутри компании, а не при помощи голосования. Это связано с тем, что Синди и Берт были довольно популярным дуэтом, ещё до Евровидения выпустившим несколько хитов, однако внутренний отбор был встречен небеспочвенной критикой: Германия заняла последнее место на Евровидении 1974.

## Страны, отдавшие баллы Германии
У каждой страны было по 10 судей, каждый из которых мог отдать один голос понравившейся песне.
| Греция Швейцария Бельгия |

## Страны, получившие баллы от Германии
| 2 балла | Швеция Монако Великобритания            |
| 1 балл  | Нидерланды Люксембург Испания Швейцария |